# Cryptochetum nipponense
Cryptochetum nipponense är en tvåvingeart som först beskrevs av Tokunaga 1943.  Cryptochetum nipponense ingår i släktet Cryptochetum och familjen Cryptochetidae. Inga underarter finns listade i Catalogue of Life.